# Thomas Blug
Thomas Blug (* 1966 in Saarbrücken) ist ein deutscher Gitarrist, Komponist, Verstärker-Entwickler und Unternehmer aus dem Saarland. Im Jahr 1997 wurde ihm der Titel „Bester deutscher Rock-Pop-Gitarrist“ vom Deutschen Rockmusikerverband verliehen. Er gewann am 29. August 2004 anlässlich eines europaweiten Wettbewerbs zum fünfzigsten Geburtstag des Gitarrenmodells Fender Stratocaster in England den Titel „Stratking of Europe“.
Zu seinem Live-Equipment gehören der AMP1 von BluGuitar, Boxen von BluGuitar (meist Fatcab), eine modifizierte Fender Stratocaster aus dem Jahr 1961 und einige Bodenpedale.

## Leben
Thomas Blug war schon in seiner Kindheit an Gitarren interessiert. Nach dem Zivildienst wurde er Profi-Gitarrist.
Neben seinen Soloplatten arbeitete er als Studio- und Tourgitarrist. Er begleitete die Bands Planet Claire und Tic Tac Toe während ihrer Tournee. Er spielte u. a. mit Chaka Khan, Purple Schulz, Uwe Ochsenknecht, Rainbirds, Stewart Copeland (The Police), Bobby Kimball (Toto), Percy Sledge, Hazel O’Connor, Mel Gaynor (Simple Minds), Don Airey (Gary Moore, Deep Purple), Ian Paice (Deep Purple, Whitesnake) und Tommy Emmanuel. Er gründete die Thomas Blug Band, in der neben ihm Thijs van Leer (keyb.), Raoul Walton (bs.), Wolf Simon und Bernhard Wittmann spielen. Arrangements und Kompositionen von Thomas Blug sind auch in Soundtracks von Filmen oder Fernsehserien zu hören. 2003 ging der Titel No Angel (It’s All in Your Mind) von den No Angels, bei dem er Gitarre spielte, auf Platz 1 in Deutschland.
Seit 2010 tourt Thomas Blug mit seinem Projekt "Blug plays Hendrix". Dabei bringt er seine Versionen von Hendrix-Klassikern live auf die Bühne. Bei seinen Konzerten begleiten ihn der englische Rocksänger David Readman (vocals) Reggie Worthy (bass, vocals) und Manni von Bohr (drums).
Des Weiteren gründete er mit Rudi "Gulli" Spiller (bass, vocals) die Rockanarchie, eine Jamband, bei der Classic Rock der 60er und 70er Jahre mit großem Freiraum für Interpretation und Improvisation gespielt und gelebt wird. Die Schlagzeuger wechseln und man setzt dabei auf erfolgreiche und bekannte Drummer wie z.bsp. Bodo Schopf, Charly T., Jürgen Zöller, Ralf Gustke, Tommy Fischer, Jost Nickel, Manni von Bohr, Wolf Simon, Mel Gaynor, Pete York. Für spezielle Anlässe wird die Band ergänzt durch Gastmusiker wie Tony Carey (Rainbow, Solo), Jennifer Batten (Michael Jackson, Jeff Beck), Mick Rogers (Manfred Mann’s Earth Band), Ali Neander (Rodgau Monotones), Phil X (Bon Jovi), Guthrie Govan, Pete Thorn, Tom Quayle, Drew Berlin und vielen mehr.
Auch zusammen mit klassischen Symphonie-Orchestern hat Thomas Blug Projekte realisiert. Mit seiner Band und dem Saarländischen Staatsorchester spielte er die DVD Pop meets Klassik ein. Es folgten Auftritte mit dem Landes-Jugend-Symphonie-Orchester Saar und im Januar 2020 dann eine eigene Bearbeitung von Beethovens 9ter Symphonie, ebenfalls in Zusammenarbeit mit dem Saarländischen Staatsorchester.

### Unternehmertum

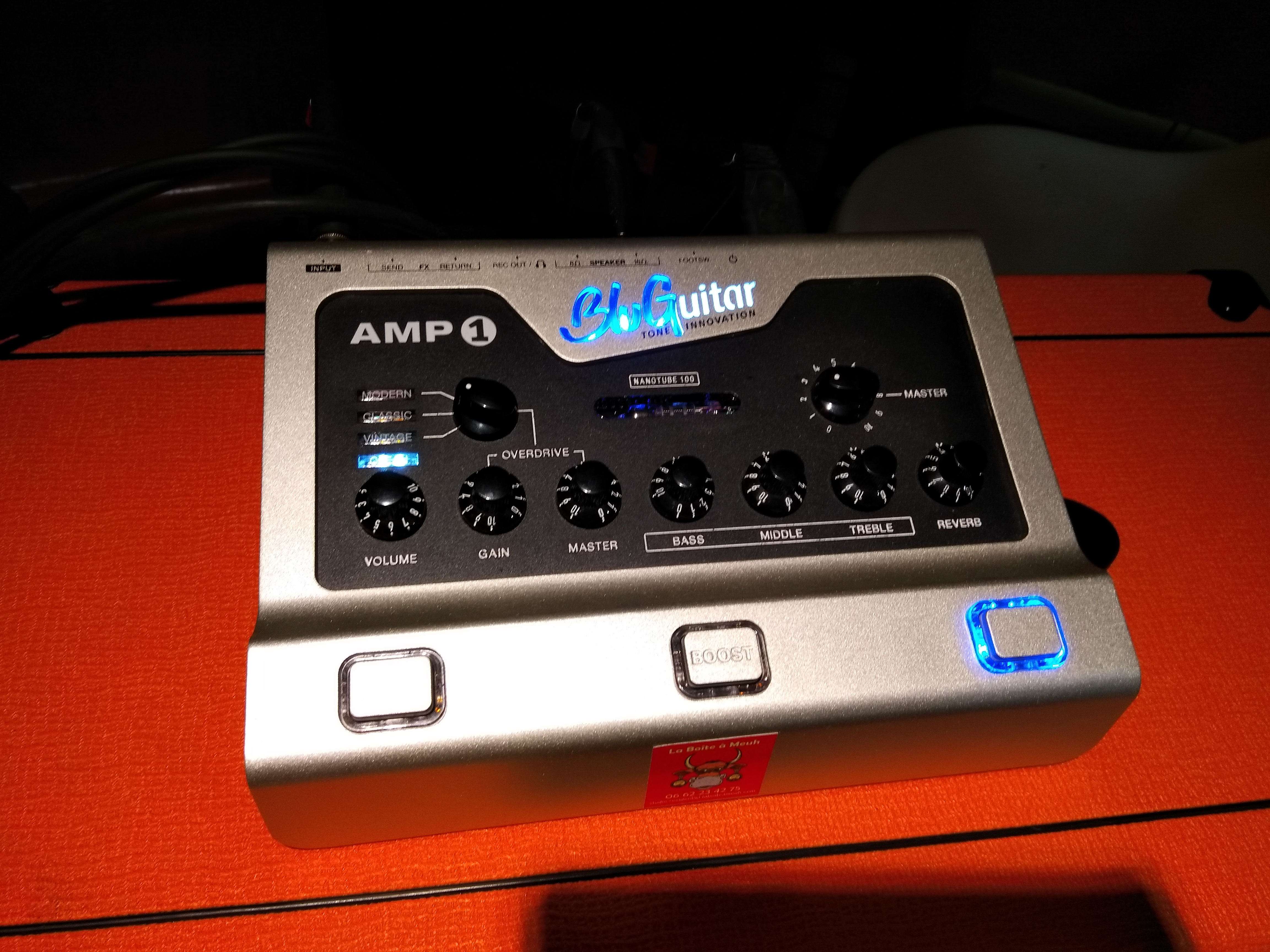
Bluguitar Amp1, ein Amp in Pedalformat.

Neben der Musik beschäftigt sich Thomas Blug seit frühester Jugend auch mit Elektronik. Er war über 25 Jahre lang als Sounddesigner und Co-Entwickler für Amps, Effektgeräte und Gitarren – in Kooperation mit bekannten Herstellerfirmen tätig. 2014 gründete Thomas Blug das Unternehmen BluGuitar in Saarbrücken. Seine Firma entwickelt Produkte (Amps und Boxen) für professionelle Gitarristen, die besonders handlich und leicht sind. Er machte Workshoptouren in England, China, Japan und Amerika. Musiker wie Jennifer Batten (Michael Jackson, Jeff Beck), Ian Crichton (Saga), Kathleen Dyson (Zucchero, Prince), Miller Anderson, Uli Jon Roth, Kevin „Geordie“ Walker (Killing Joke), Oliver Hartmann (Avantasia), Ben Granfelt (Wishbone Ash, Leningrad Cowboys) gehören zu den AMP1-Spielern.

## Musikveröffentlichungen
- 1996: The Beauty of Simplicity

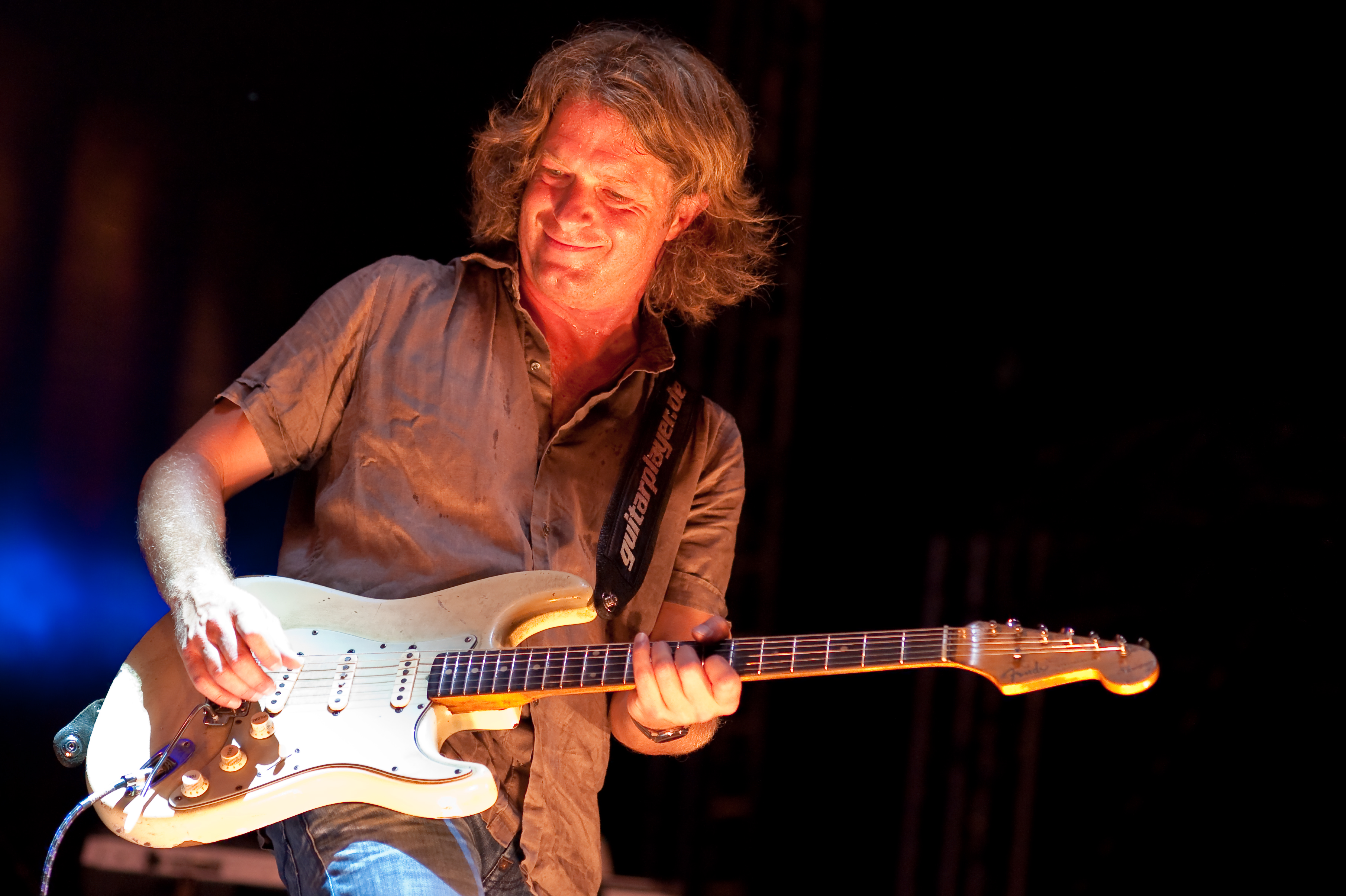
Auftritt 2009 vor dem Staatstheater Saarbrücken

- 1997: „Weiber“ mit der Band „Dreist“
- 1998: Electric Gallery
- 2002: 21st Century Guitar
- 2004: Guitar from the Heart – Live (DVD)
- 2005: Guitar from the Heart – Live
- 2007: „Neue Zeit live“ mit der Band „Dreist“
- 2009: Soul & Pepper (Thomas Blug Band)
- 2011: Blug plays Hendrix – Live
- 2012: Thomas Blug – Best of (Doppel-CD)
- 2014: Jimi´s 70th electric birthday experience – live in Hamburg (DVD)
- 2015: Thomas Blug Band und das Saarländische Staatsorchester - Pop Meets Classic (DVD)
- 2016: Thomas Blugs Rockanarchie (CD & DVD)
- 2024: Strat-O-Sphere (Blug, Granfelt & Engelien)

### Andere Projekte
- White Strat magic (Library Music, Selected Sound)
- Living Guitars (Library Music, Selected Sound)
- Raising the Rhythms (World Music) mit James Asher / London
- Guitar School of Rock (Lern-DVDs)
- Academy of tone (Live-Stream auf YouTube)

### Artikel
- Solo oder Rhythmus? In: guitar. Band 112, Nr. 9, 2009, S. 64–67.